# Oxydia mundipennata
Oxydia mundipennata là một loài bướm đêm trong họ Geometridae.